# 山本明 (物理学者)
山本 明（やまもと あきら、1949年9月18日 - ）は、日本の物理学者。高エネルギー加速器研究機構名誉教授、超伝導低温工学センター長。

## 経歴
- 京都府京都市出身[4]
- 1972年 - 自由学園最高学部[1] 卒業
- 高エネルギー物理学研究所　技官(1972年）、助手（1977年）、助教授（1988年）[6]
- 1996年 - 高エネルギー物理学研究所（現　高エネルギー加速器研究機構） 教授[6]
- 2004年 - 高エネルギー加速器研究機構 超伝導低温工学センター長
- 2007年 - ILC 国際共同設計チーム プロジェクトマネージャ
- 2012年 - ILC戦略会議 委員
- 2012年 - ILC 計画推進室長[6]
- 2013年　高エネルギー加速器研究機構 名誉教授[6]
- 2016年 - 紫綬褒章受章[5]
- 2023年 - 瑞宝中綬章受章[7][8]